# John Laurinaitis
John Laurinaitis (Philadelphia (Pennsylvania), 31 juli 1962) is een bestuurder van World Wrestling Entertainment en voormalig professioneel worstelaar. Laurinaitis was als worstelaar bekend onder zijn ringnaam Johnny Ace. Hij is ook de broer van Joe Laurinaitis (Road Warrior Animal) en de oom van James Laurinaitis, een Americanfootballspeler die actief is bij St. Louis Rams.

## Carrière
John Laurinaitis begon te worstelen in 1986 als Johnny Ace. Hij begon zijn worstelcarrière in de Florida Championship Wrestling, waar hij samen worstelde met zijn broer The Terminator (Marcus Laurinaitis). Later, wanneer hij worstelde voor de NWA's Jim Crockett Promotions, hij vormde een tag team met Shane Douglas; de "The Dynamic Dudes" genaamd. Ze werden managed door Jim Cornette totdat Cornette tegen hen keerde voor Bobby Eaton en Stan Lane's versie van Midnight Express.
Als All Japan Pro Wrestling (AJPW) zich splitste met de NWA in 1990, Laurinaitis koos om te blijven. In AJPW, hij boekte vele successen toen hij samen worstelde met Dan Spivey, Kenta Kobashi, "Dr. Death" Steve Williams en Mike Barton.
In 2000 ging Laurinaitis op pensioen na de splitsing tussen All Japan Pro Wrestling en Pro Wrestling Noah. Hij ging snel naar de World Championship Wrestling (WCW) waar hij Vince Russo verving als hoofdboeker. Hij bekwam een road agent in de World Wrestling Federation (WWF) na het verkoop van de WCW aan de WWF in 2001. In 2004 was Laurinaitis gepromoveerd tot "Vice President of Talent Relations" voor de WWE; in 2007 bekwam hij "Senior Vice President of Talent Relations". In 2009 werd hij opnieuw gepromoveerd tot "Executive Vice President of Talent Relations".
Sinds 1 april 2012 is hij General Manager van zowel RAW als SmackDown. Op WrestleMania XXVIII won hij namelijk een Tag Team match van Theodore Long om te bepalen wie de General Manager van beide shows zou worden. Op de eerste RAW aflevering kondigde hij de People Power era aan.
Op No Way Out 2012 won John Cena de Steel Cage match van Big Show. Indien Big Show verloor zal Laurinaitis ontslagen worden en dat gebeurde ook. Na de match ontsloeg Vince McMahon hem. Een dag later, in de Raw-aflevering was hij voorlopig voor de laatste keer te zien en verloor samen met David Otunga de Handicap match van Cena.

## In worstelen
- Finishers
  - Ace Crusher – oprichter
  - Ace Crusher II / Guillotine Ace Crusher
  - Johnny Spike

- Signature moves
  - Abdominal stretch
  - Big boot
  - Cobra clutch suplex

- Managers
  - Jim Cornette
  - Diamond Dallas Page

## Prestaties
- All Japan Pro Wrestling
  - AJPW All Asia Tag Team Championship (2 keer met Kenta Kobashi)
  - AJPW Unified World Tag Team Championship (4 keer: Kenta Kobashi (2x), Mike Barton (1x) en Steve Williams (1x))
  - January 2nd Korakuen Hall Heavyweight Battle Royal Winner (1991)

- Championship Wrestling from Florida
  - FCW Tag Team Championship (1 keer met The Terminator)

- International Championship Wrestling Alliance
  - ICWA Florida Heavyweight Championship (1 keer)

- Oregon Wrestling Federation
  - OWF Heavyweight Championship (1 keer)

- Wrestling Observer Newsletter awards
  - 5 Star Match (1995) met Steve Williams vs. Mitsuharu Misawa en Kenta Kobashi op 4 maart
  - 5 Star Match (1996) met Steve Williams vs. Mitsuharu Misawa en Jun Akiyama op 7 juni
  - Match of the Year (1996) met Steve Williams vs. Mitsuharu Misawa en Jun Akiyama op 7 juni